# Hülbe am Märtelesberg
Die Hülbe am Märtelesberg liegt auf dem Albuch etwa 3,5 km nordöstlich von Böhmenkirch. Es ist mit knapp 0,2 Hektar das kleinste Naturschutzgebiet Baden-Württembergs.

## Lage
Das Naturschutzgebiet liegt auf der Gemarkung Steinheim am Albuch im Landkreis Heidenheim, im Naturraum Albuch und Härtsfeld und geologisch im Mittleren Oberjura. Das Gewässer befindet sich im Randbereich der Rauen Wiese, einer wasserstauenden Karstsenke zwischen Böhmenkirch und Bartholomä. Dazu gehören auch die Naturschutzgebiete Rauhe Wiese und Streuwiese bei Rötenbach sowie weitere Hülben mit Naturdenkmalstatus.

## Landschaftscharakter
Das Schutzgebiet umfasst lediglich eine vermoorte Hüle, die von Waldflächen umgeben ist.
Einst handelte es sich um eine Feldhülbe, die fast völlig verlandet war, bis die Bezirksstelle für Natur- und Landschaftspflege (BNL) Stuttgart 1983 die Renaturierung betrieb.

## Flora und Fauna
Die Hülbe am Märtelesberg ist vermoort und beherbergt eine Kryptogamen-Flora, die für die Schwäbische Alb eher untypisch ist. Außerdem kommt hier das Sumpf-Blutauge und der Fieberklee vor. Es gibt zudem eine vielfältige Libellenpopulation.

## Zusammenhängende Schutzgebiete
Das Naturschutzgebiet ist Teil des FFH-Gebiets Albuchwiesen.